# Xã Spencer, Quận Aitkin, Minnesota
Xã Spencer (tiếng Anh: Spencer Township) là một xã thuộc quận Aitkin, tiểu bang Minnesota, Hoa Kỳ. Năm 2010, dân số của xã này là 518 người.